# 1991 (szám)
Az 1991 (római számmal: MCMXCI) az 1990 és 1992 között található természetes szám.

## A matematikában
A tízes számrendszerbeli 1991-es a kettes számrendszerben 11111000111, a nyolcas számrendszerben 3707, a tizenhatos számrendszerben 7C7 alakban írható fel.
Az 1991 páratlan szám, összetett szám, félprím. Kanonikus alakja 111 · 1811, normálalakban az 1,991 · 103 szorzattal írható fel. Négy osztója van a természetes számok halmazán, ezek növekvő sorrendben: 1, 11, 181 és 1991.
Tízes és tizenhatos számrendszerben palindrom.
Az 1991 44 szám valódiosztóösszeg-függvényeként áll elő, köztük a legkisebb a 4165.

## A szám a kultúrában
- Sztrókai Vera, Török Judit: 1991. Érdekességek és feladatok egy évszámról. ISBN 9637546006